# Псевдоотеніт
Псевдоотеніт (рос. псевдоотенит; англ. pseudoautunite; нім. Pseudoautunit m) — мінерал, водний фосфат урану і кальцію шаруватої будови.

## Загальний опис
Хімічна формула:
- 1. За Є. Лазаренком: (H3O)2Ca(UO2)[PO4]2•3H2O.
- 2. За «Fleischer's Glossary» (2022): (H3O)4Ca2(UO2)2[PO4]4•5H2O.

Склад у % (з лужних порід Півн. Карелії): CaO — 7,78; UO3 — 53,10; P2O5 — 22,95; H2O — 15,60.
Сингонія тетрагональна.
Форми виділення: дрібнолускуваті та порошкуваті кірочки, плівки, дрібні сферичні агрегати.
Густина 3,28.
Твердість низька.
Колір блідо-жовтий до білого.
Знайдений у фенітизованих ультраосновних породах Карелії. Зустрічається разом з пірохлором і альбітом в тріщинах і пустотах альбіт-акмітових жил.
Від псевдо... і назви мінералу отеніту (А. С. Сергеев, 1964).